# Pomacentrus bintanensis
Pomacentrus bintanensis là một loài cá biển thuộc chi Pomacentrus trong họ Cá thia. Loài này được mô tả lần đầu tiên vào năm 1991.

## Từ nguyên
Từ định danh trong danh pháp được đặt theo tên gọi của đảo Bintan, nơi mà mẫu định danh của loài cá này được thu thập (–ensis: hậu tố biểu thị nơi chốn).

## Phạm vi phân bố và môi trường sống
P. bintanensis hiện chỉ được biết đến tại đảo Bintan, nằm ngoài khơi phía đông bắc đảo Sumatra (Indonesia). P. bintanensis được tìm thấy ở vùng nước đục ven bờ trên nền đáy đá, độ sâu đến 5 m.

## Mô tả
Chiều dài lớn nhất được ghi nhận ở P. bintanensis là 8 cm.
Số gai ở vây lưng: 13; Số tia vây ở vây lưng: 14; Số gai ở vây hậu môn: 2; Số tia vây ở vây hậu môn: 14; Số gai ở vây bụng: 1; Số tia vây ở vây bụng: 5.

## Sinh thái học
Thức ăn của P. bintanensis bao gồm tảo và các loài động vật phù du. Cá đực có tập tính bảo vệ và chăm sóc trứng.